# Ornithogalum narbonense
Espèce
Classification phylogénétique
L'ornithogale de Narbonne (Loncomelos narbonensis, anciennement Ornithogalum narbonense) est une plante vivace à longues grappes pluri-flores (20 à 50 petites fleurs autour de la tige). La plante possède un bulbe souterrain et des feuilles qui émergent au ras du sol. Elle croît dans les champs et lieux herbeux ou dans les bois clairsemés.

## Appareil végétatif

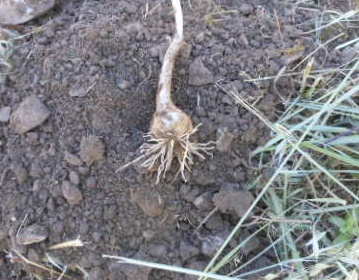
Bulbe d'Ornithogalum narbonense dans son trou d'extraction du sol. Oliveraie GIMILIO (B480, Claret, Hérault)

La tige florale dépasse les feuilles et peut atteindre 60 cm.
Cette tige florale s'insère dans l'étui que forment les feuilles et qui part du bulbe enfoui à 15 cm sous terre. Ce bulbe mesure de 2 à 2,5 cm de diamètre, de forme subovale, recouvert d'une pellicule parcheminée gris-blanc.

## Appareil reproducteur
La plante fleurit d'avril à juillet, à partir du bas de l'inflorescence. Celle-ci est une grappe allongée portée au bout d'une hampe florale pouvant atteindre 60 cm de longueur.
Les fleurs portent 6 tépales (pétales et sépales) blancs avec une étroite bande verte visible à la face inférieure ou sur les fleurs fermées.
La pollinisation est faite par les insectes butineurs. Bien qu'elle puisse être "autogame" (les fleurs sont hermaphrodites), il est possible que des mécanismes existent empêchant l'autofécondation.
Les fruits sont des capsules. Les graines sont disséminées par le vent.

## Utilisations
Cette espèce est comestible, sous réserves. Ce sont les bulbes qui sont utilisés en cuisine.
La plante a des propriétés résolutives.

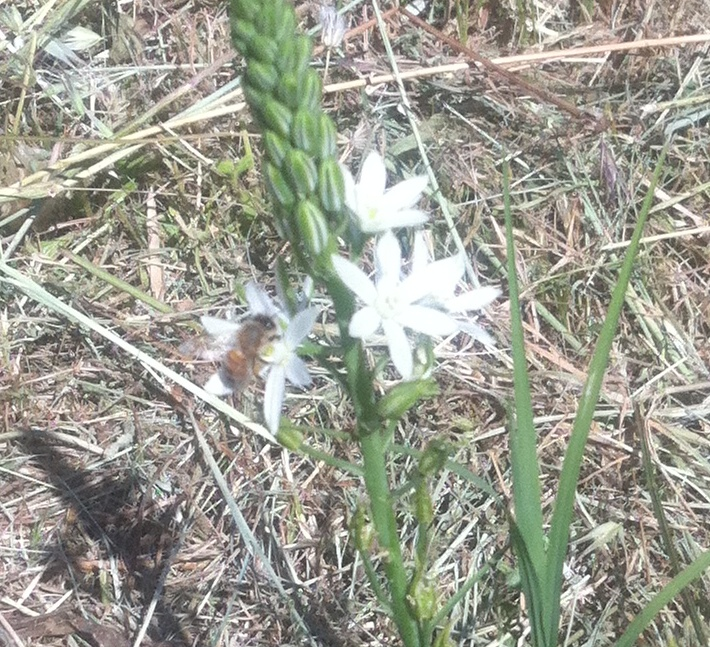
Abeille butinant une inflorescence d'Ornithogale de Narbonne. Oliveraie Gimilio (B480) à Claret

La plante est activement butinée quand ses fleurs s'ouvrent vers midi, au soleil.
L'élégance des grappes de fleurs en font une plante décorative dans un jardin.

## Synonymes
- Ornithogalum narbonense L., 1756
- Ornithogalum brachystachys K.Koch, 1849
- Ornithogalum brachystyla Zahar., 1978
- Ornithogalum brevistyla Wolfner, 1857
- Ornithogalum lacteum Vill., 1787
- Ornithogalum prasinantherum Zahar., 1977
- Ornithogalum pyramidale subsp. narbonense (L.) Asch. & Graebn., 1907
- Ornithogalum pyramidale auct. non L., 1753
- Ornithogalum pyrenaicum subsp. narbonense (L.) Bonnier & Layens, 1894
- Ornithogalum stachyoides Aiton, 1789
- Parthenostachys narbonensis' (L.) Fourr., 1869
- Scilla montana Savi, 1804
- Beryllis stachyoides (Aiton) Salisb., 1866
- Ornithogalum arcuatum' Velen.